# Kurgantaite
La kurgantaite è un minerale.